# Maria Schrott
Maria Schrott (geb. Mall, * 23. Jänner 1853 in Kaltern, Tirol; † 12. Mai 1934 in Meran, Italien) war eine Hotelbesitzerin, Fremdenverkehrspionierin und Kunstgewerblerin.

## Leben
Maria Schrott war Gattin von Alois Schrott, die Mutter von Henriette Pelzel von Staffalo und Othmar Schrott. Ihre Jugendjahre verbrachte Maria Schrott in Bozen, übersiedelte später nach Innsbruck, wo sie 1880 heirateten.
Alois Schrott erwarb 1886 das weitgehend verfallene Schloss Forst bei Meran. Maria Schrott war sowohl am Entwurf und der Ausführung des Wiederaufbaus des Schlosses Forst, das 1896 wieder verkauft wurde, maßgebend beteiligt, so auch beim Ausbau des Schlosses Freudenstein bei Eppan 1900. 1892 erwarb das Ehepaar Grundstücke auf dem Höhenzug der Mendel oberhalb von Kaltern und eröffnete dort auf 1362 m Seehöhe das Grand Hotel Penegal mit rund 200 Betten, eines der wenigen Großhotels im alpinen Raum Tirols, das in „einfacher Eleganz ohne Luxus“, aber mit elektrischer Beleuchtung ausgestattet, besonders wegen des Rundblicks auf die umgebenden Bergketten sehr geschätzt wurde.
Nach dem Tod ihres Mannes führte Maria Schrott das Hotel für ein Jahrzehnt erfolgreich alleine weiter. Damit gehörte sie, ähnlich wie Emma Hellenstainer und Elisa Überbacher, zu den Unternehmerinnen, die im Tourismus Tirols herausragendes Format erreichten. 1919 zog sie sich nach Meran ins Privatleben zurück und widmete sich ihren kunsthandwerklichen und kunsthistorischen Interessen. 1892 hatte sie eine längere Monographie über Schloss Forst mit umfassenden baugeschichtlichen Ausführungen verfasst. In den letzten Lebensjahren arbeitete sie an einer Chronik von Kaltern im 19. Jahrhundert mit anschaulicher Beschreibung der dörflichen Verhältnisse. Neben der autodidaktischen heimatkundlichen Forschung war Maria Schrott kunstgewerblich tätig – Maria Schrott war bekannt für ihre dekorativen Stickereien an Vorhängen, Tischdecken und Polstern.